# Monte Calvana
Monte Calvana – szczyt o wysokości 919 m n.p.m. w Apeninach Północnych (Toskania, Włochy), na południowy wschód od Bivigliano i na południe od Borgo San Lorenzo.
Jego południowo-wschodnim ramieniem jest Poggio Ripaghera (913 m n.p.m.). Na północno-wschodnich stokach leżą zabudowania przysiółka Casa Boschi, a na południowo-zachodnich Pretola. Ze szczytu roztacza się panorama. Widoczne są m.in. takie szczyty jak: Monte Freddi (1285 m n.p.m., odległy o 31 km), Monte Cimone (2165 m n.p.m., odległy o 64,5 km), Monte Pisanino (1934 m n.p.m., odległy o 97,3 km), Poggio di Montieri (1061 m n.p.m., odległy o 88,9 km), Monte Pianellaccio (1588 m n.p.m., odległy o 32,8 km) i Poggio allo Spillo (1432 m n.p.m., odległy o 39,9 km).
W okolicach szczytu odnaleziono nekropolie etruskie.